# Caralophia loxochila
Caralophia loxochila – słabo poznany gatunek morskiej ryby węgorzokształtnej z rodziny żmijakowatych (Ophichthidae). Reprezentuje monotypowy rodzaj Caralophia. Został opisany naukowo przez Jamesa Böhlke w 1955. Występuje w płytkich wodach przybrzeżnych zachodniej części Oceanu Atlantyckiego (Florida Keys i Bahamy). Dorosłe osobniki tego gatunku osiągają maksymalnie 46 cm długości całkowitej (TL). Figuruje w Czerwonej księdze gatunków zagrożonych Międzynarodowej Unii Ochrony Przyrody (IUCN) w kategorii najmniejszej troski (LC). Nie stwierdzono dla niego istotnych zagrożeń.